# Bob Fullarton
Robert Fullarton, detto Bob (Appleton, 1950), è un ex cestista statunitense, professionista in Spagna.

## Carriera
È stato scelto dai Buffalo Braves al nono giro del Draft NBA 1973 (140ª scelta assoluta), ma non ha mai giocato nella NBA.
Ha proseguito la carriera, giocando per otto stagioni in Spagna.